# Michael J. Irwin
| 15810 Arawn | 4 novembre 2002 |

Michael J. Irwin (...) è un astronomo britannico talvolta chiamato più brevemente Mike Irwin.

## Biografia
Vanta la scoperta di alcune galassie: Nana della Balena, Nana Ellittica del Sagittario, Nana del Sestante. Il Minor Planet Center gli accredita le scoperte di otto asteroidi, effettuate tra il 1990 e il 1996, tutte in collaborazione con altri astronomi: Alan Fitzsimmons, Iwan Williams e Anna Nikola Żytkow. Nel 2012 la Royal Astronomical Society gli ha conferito la medaglia Herschel per i suoi contributi all'astrofisica.